# Pau Béjar Novella
Pau Béjar Novella   (Barcelona, 7 d'octubre de 1869 - Londres, 12 de desembre de 1920) en castellà i oficialment, Pablo Antonio Béjar Novella, fou un pintor català especialitzat en el retrat al pastel.

## Biografia[1]
Pau Béjar nasqué a Barcelona el 7 d'octubre de 1869, fill de Luis Carlos de Béjar O'Lawlor i Concepció Novella. Residí principalment entre Barcelona, Madrid i Londres, encara que visqué també a Colón (Cuba), Roma, Sant Sebastià i Vinaròs.
El 1886 morí el seu pare i la mare decidí emigrar amb els seus 4 fills a Colón (Cuba), on residia una germana seva casada amb el prohom català Francesc Fontanilles. La mare morí en el viatge en vaixell, amb la qual cosa Pau quedà orfe als 17 anys. El 1887 es casà amb Cecilia López de Armas, amb qui tingué tres fills, i el 1889 tornà a la península amb el suport de l'Ajuntament de Colón i la Societat de Beneficència Catalana de l'Havana. La desgràcia féu que la seva dona morís en el viatge en vaixell, com havia fet la seva mare tres anys enrere.
S'instal·là a Madrid per estudiar a la Academia de Belles Arts, on obtingué el 1892 el diploma de final de carrera. Aconseguí una pensió per viatjar a Roma, d'on tornà el 1895 a Barcelona.
El 1894 va pintar la primera obra que el va fer conegut, l'oli Guifré el Pilós que representa la llegenda de la creació de l'escut de les quatre barres, exposada i celebrada en diferents exposicions a Madrid i Barcelona. En els anys següents decorà el Palau del Marquès d'Alella de la Rambla de Barcelona, de Camil Fabra, el Palau Marianao de Sant Boi de Llobregat, de Salvador Samà, i la casa d'Agustí Duran a Cervera.
La seva obra pictòrica se centrà en el retrat de membres de l'alta societat tant a Barcelona com a Madrid i Londres, tenint de client fins i tot a membres de les famílies reials. També conreà la pintura historicista i féu il·lustracions per a llibres i revistes.
A partir de 1906, combinà la seva residència principalment entre Madrid i Londres com a pintor d'èxit. Morí prematurament el 12 de desembre de 1920 a Londres d'un atac de cor.

## Pau Béjar a Vinaròs[1]
Pau Béjar es casà el 1902 en segones núpcies amb la vinarossenca Maria Calbé Segura amb qui tingué 4 fills. El matrimoni passà estius i llargues temporades a la seva casa situada la partida de la Llavatera de Vinaròs. Per voluntat pròpia, el pintor fou enterrat al cementiri de la vila i modernament l'Ajuntament ha posat el seu nom a un tram de la carretera de la Costa Sud.

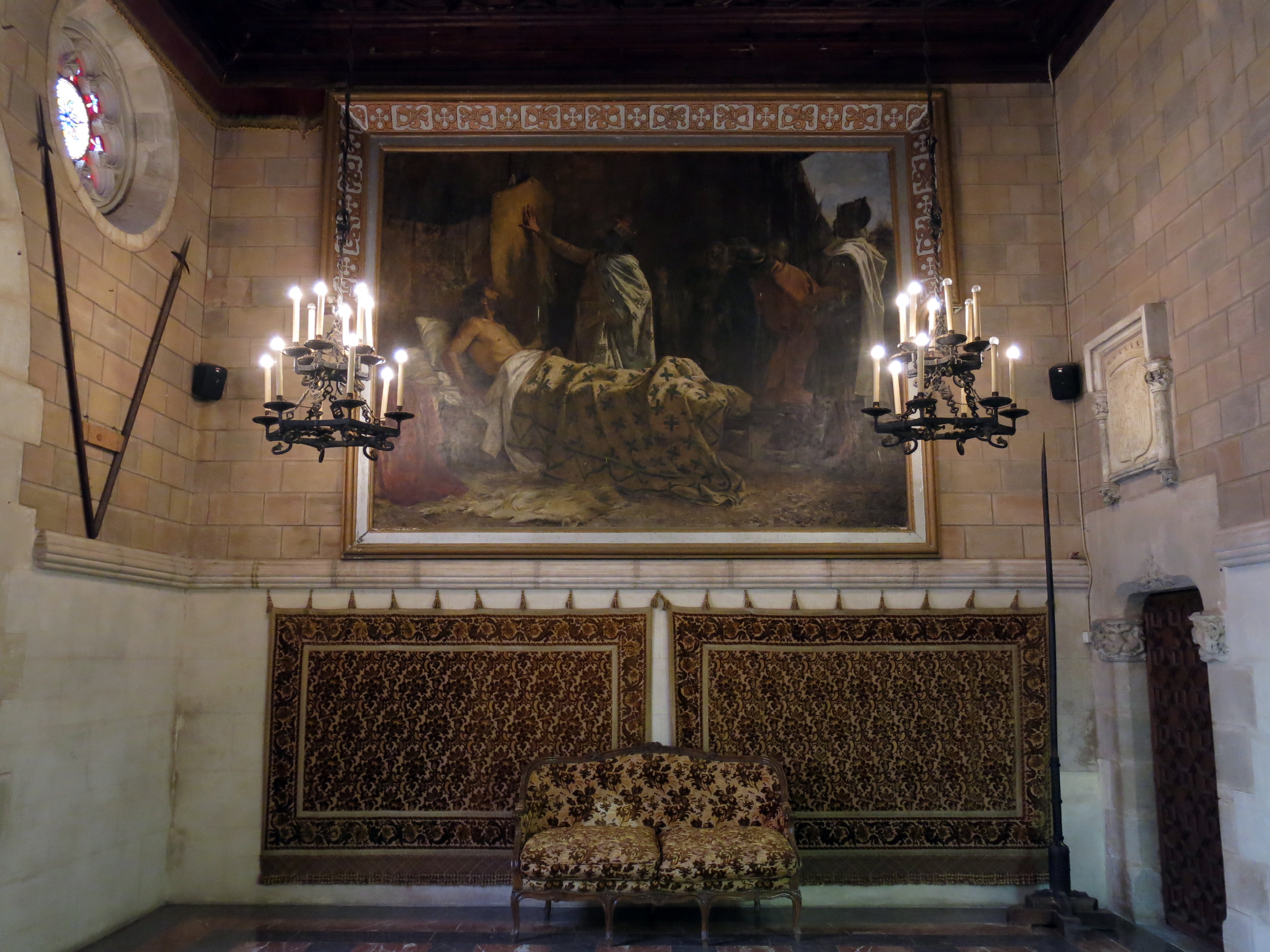
Guifré el Pilós (1894) al Castell de Santa Florentina de Canet de Mar
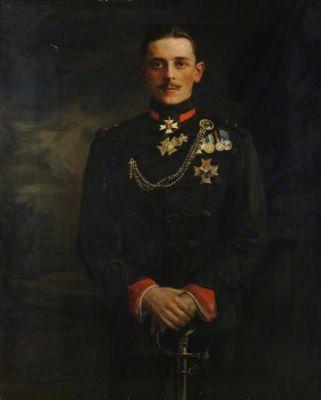
Retrat del príncep Maurici de Battemberg (1916)